# Беталаїни
Беталаїни — клас нітрогенвмісних водорозчинних пігментів, притаманних представникам більшості родин рослин порядку Гвоздикоцвіті Caryophyllales.

Вони поділяються на дві групи: бетаціаніни, що мають фіолетове забарвлення, та бетаксантини — різні відтінки жовтого і червоного кольорів. Беталаїни, подібно до антоціанів, зумовлюють забарвлення пелюсток, листків та стебел, іноді — коренів та коренеплодів рослин. Цікаво, що антоціани та беталаїни не зустрічаються одночасно в одному й тому ж виді рослин. Найбільш поширеним представником беталаїнів є бетанін — пігмент, що зумовлює червоно-фіолетове забарвлення коренеплоду столового буряку. 

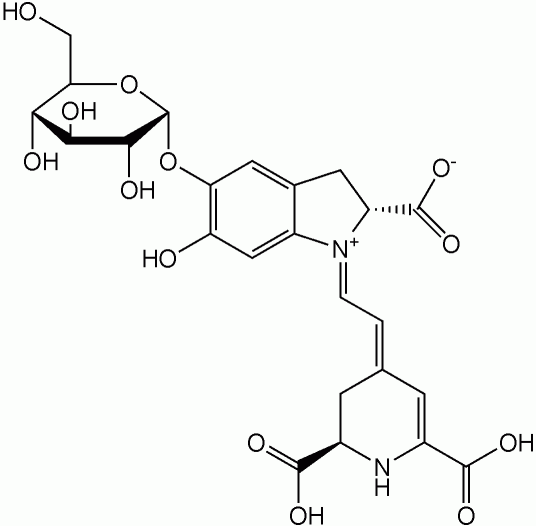
Хімічна формула бетаніну.

Беталаїни використовуються як харчові барвники. Вони мають потужні антиоксидантні та хемопревентивні властивості